# Mansión de Brukna
La Mansión de Brukna (en letón: Bruknas muižas pils; en alemán: Brucken) es una casa señorial en la parroquia de Dāviņi, municipio de Bauska en la región histórica de Zemgale, en Letonia.

## Historia
Para 1920 la familia aristocrática de alemanes del Báltico Korff, eran los constructores y propietarios de la Mansión de Brukna. En Zemgale y Kurzeme poseían varias mansiones, entre ellas la Mansión de Skaistkalne, que se localiza a unos 20 kilómetros de Brukna. El conjunto de la Mansión de Brukna fue construido en el tercer cuarto del siglo XVIII, pero la actual apariencia de la mansión es resultado de la reconstrucción en estilo neoclásico, que se hizo en el segundo cuarto del siglo XIX. Después de la reforma agraria de Letonia de 1920, la mansión albergó una escuela elemental. Entre 1927 y 1931 sufrió reparaciones. En 1966 la escuela fue cerrada y la mansión fue convertida en edificio de apartamentos. En el Gran Salón del Castillo se situó un escenario de cine.
Desde 2001, la mansión ha sido gestionada por una organización sin ánimo de lucro llamada Comunidad de Bendición de la Montaña. Sostienen que en lugar de medicación la rehabilitación se alcanza mediante oración y terapia ocupacional.
En 2011, dicha Comunidad llevó a cabo un proyecto de renovación financiado con fondos europeos.